# Alex Barros

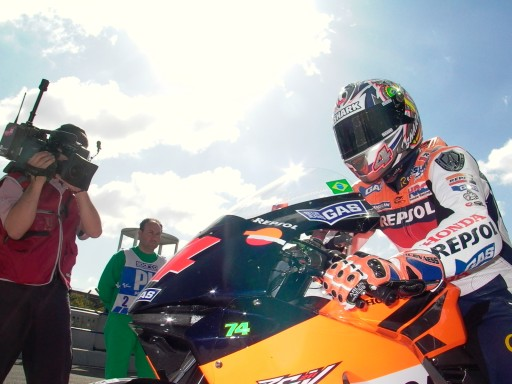
Barros no GP da Espanha de 2004

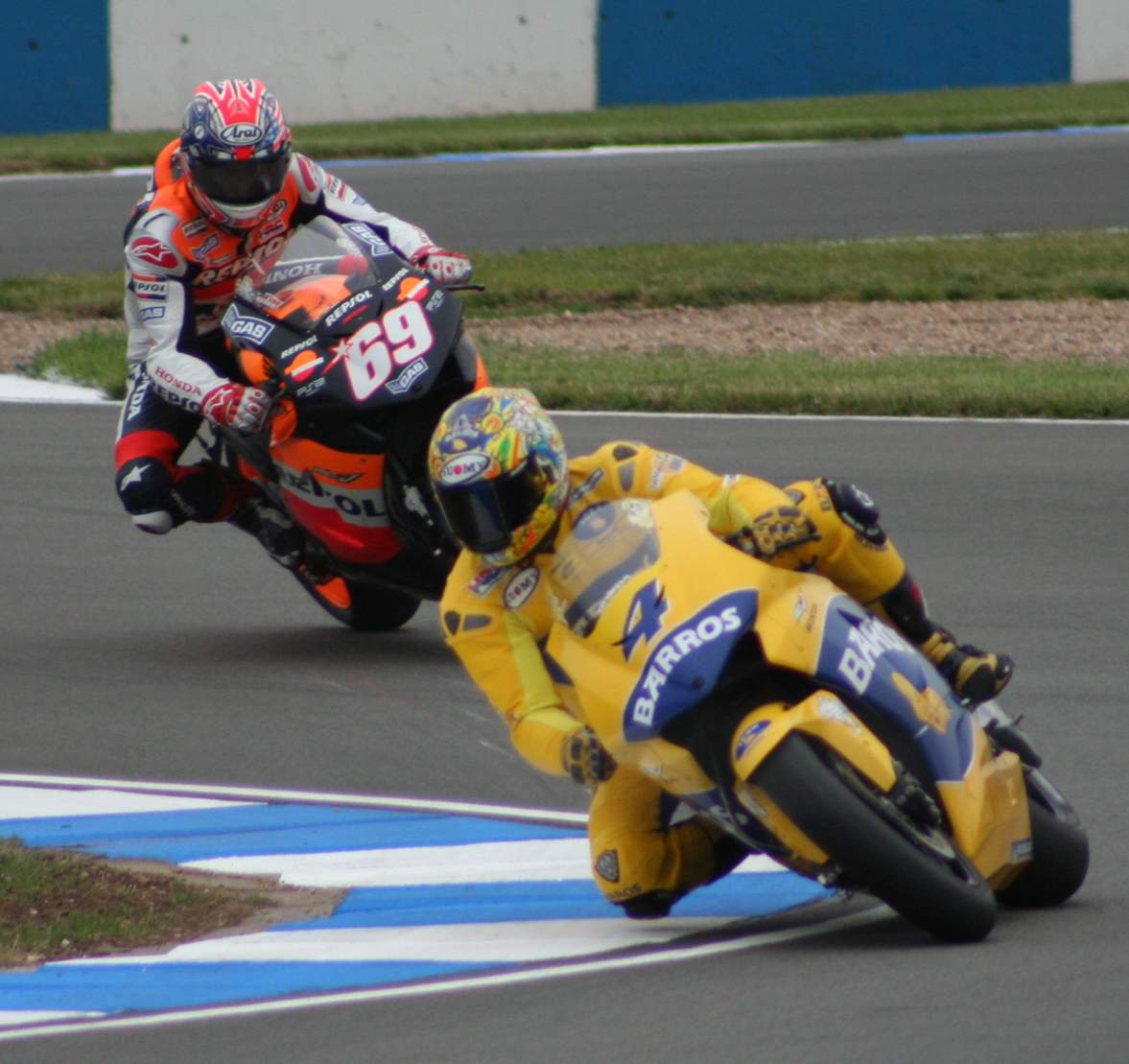
Alex Barros em 2005

Alexandre Abrahão Coelho de Barros ou Alex Barros (São Paulo, 18 de outubro de 1970) é um piloto brasileiro de motociclismo.

## Carreira
Filho de um ciclista, começou sua carreira aos sete anos de idade sendo bicampeão na categoria ciclomotores em 1979/1980 (Minibikers). Foi campeão brasileiro de 50cc em 1981 e em 1985 de 250cc. Em 1986 inicia sua carreira internacional competindo pelo Campeonato Mundial de Motovelocidade na categoria 80cc com uma Autisa e em 1987 com uma Arbizu. Em 1989 na categoria 250cc pela equipe Venemotos com uma Yamaha TZ250.
Em 1990 estreia na categoria máxima, a 500cc, na equipe oficial Cagiva, tendo Randy Mamola, Ron Haslam como companheiros de equipe; Com 19 anos, torna-se o mais jovem piloto nesta categoria.
Em 1991 renova seu contrato com a equipe Cagiva tendo como companheiro de equipe o tricampeão mundial Eddie Lawson, por dois anos (1991/1992). 
Passa em 1993 a equipe oficial Lucky Strike Suzuki, com Kevin Schwantz como companheiro. Neste ano tanto Schwantz sagraria-se campeão como Alexandre obteria sua primeira vitória no mundial, no Circuito Permanente del Jarama, igualando o feito de outro brasileiro, Adu Celso (1973 na categoria 350cc).
Após sair da Suzuki em 1994, correu os oito anos seguintes com Honda em equipes privadas, alcançando o 4º. lugar nos campeonatos de 1996, 2000, 2001 e 2002.
Em 2003 correu pela equipe oficial de fábrica Yamaha Gauloises, pela primeira vez como número um da equipe. No ano seguinte, é contratado pela equipe oficial da Honda HRC, então campeã, em substituição a Valentino Rossi, contratado justamente pela Yamaha. Em ambas Alexandre teve atuação discreta, e na Honda, mesmo com o 4º lugar na classificação geral, foi dispensado no fim da temporada.
Em 2005 com Honda da equipe privada de Sito Pons, obtém sua última vitória na MotoGP, no Grande Prêmio de Portugal, no Autódromo do Estoril. No campeonato chegaria em 8º.
Por falta de patrocínio, em 2006 Alexandre disputou o mundial de Superbike pela equipe privada Klaffi Honda, obtendo o 6º lugar na classificação geral, com seis pódios e uma vitória, no Autódromo Enzo e Dino Ferrari em Ímola.
Em 2007 retorna a MotoGP para sua última temporada, por uma equipe satélite da Ducati, a Pramac d'Antin, obtendo um pódio, o 3º. lugar no Grande Prêmio da Itália em Mugello. Sua última corrida foi em Valencia em que terminou em 7º lugar.

## Estatísticas e resultados

### Por temporada
| Temporada | Categoria | Moto               | Equipe              | Corridas | Vitórias | Pódios | Poles | Voltas Ráp. | Pts  | Classificações | Campeonatos Conquistados |
| --------- | --------- | ------------------ | ------------------- | -------- | -------- | ------ | ----- | ----------- | ---- | -------------- | ------------------------ |
| 1986      | 80cc      | Autisa             |                     | 8        | 0        | 0      | 0     | 0           | 6    | 16º            | 0                        |
| 1987      | 80cc      | Arbizu             |                     | 9        | 0        | 0      | 0     | 0           | 8    | 17°            | 0                        |
| 1988      | 250cc     | Yamaha TZ250       |                     | 1        | 0        | 0      | 0     | 0           | 0    | -              | 0                        |
| 1989      | 250cc     | Yamaha TZ250       |                     | 13       | 0        | 0      | 0     | 0           | 30   | 18°            | 0                        |
| 1990      | 500cc     | Cagiva GP500       | Cagiva              | 14       | 0        | 0      | 0     | 0           | 57   | 12°            | 0                        |
| 1991      | 500cc     | Cagiva GP500       | Cagiva              | 5        | 0        | 0      | 0     | 0           | 46   | 13°            | 0                        |
| 1992      | 500cc     | Cagiva GP500       | Cagiva Agostini     | 11       | 0        | 1      | 0     | 1           | 29   | 13°            | 0                        |
| 1993      | 500cc     | Suzuki RGV500      | Suzuki MotoGP       | 14       | 1        | 2      | 0     | 2           | 125  | 6°             | 0                        |
| 1994      | 500cc     | Suzuki RGV500      | Suzuki MotoGP       | 14       | 0        | 1      | 0     | 0           | 134  | 8°             | 0                        |
| 1995      | 500cc     | Honda NSR500       | Team Kanemoto       | 13       | 0        | 0      | 0     | 0           | 104  | 7°             | 0                        |
| 1996      | 500cc     | Honda NSR500       | Team Pileri         | 15       | 0        | 3      | 0     | 0           | 158  | 4°             | 0                        |
| 1997      | 500cc     | Honda NSR500       | Gresini Racing      | 15       | 0        | 1      | 0     | 0           | 101  | 9°             | 0                        |
| 1998      | 500cc     | Honda NSR500       | Gresini Racing      | 14       | 0        | 2      | 0     | 2           | 138  | 5°             | 0                        |
| 1999      | 500cc     | Honda NSR500       | Movistar Honda Pons | 16       | 0        | 1      | 0     | 2           | 110  | 9°             | 0                        |
| 2000      | 500cc     | Honda NSR500       | Emerson Honda Pons  | 16       | 2        | 3      | 3     | 1           | 163  | 4°             | 0                        |
| 2001      | 500cc     | Honda NSR500       | West Honda Pons     | 16       | 1        | 4      | 0     | 0           | 182  | 4°             | 0                        |
| 2002      | MotoGP    | Honda NSR500       | West Honda Pons     | 16       | 2        | 6      | 1     | 2           | 204  | 4°             | 0                        |
| 2003      | MotoGP    | Yamaha YZR-M1      | Yamaha Tech 3       | 15       | 0        | 1      | 0     | 0           | 101  | 9°             | 0                        |
| 2004      | MotoGP    | Honda RC211V       | Repsol Honda        | 16       | 0        | 4      | 0     | 2           | 165  | 4º             | 0                        |
| 2005      | MotoGP    | Honda RC211V       | Camel Honda Pons    | 17       | 1        | 2      | 1     | 2           | 147  | 8º             | 0                        |
| 2007      | MotoGP    | Ducati Desmosedici | Pramac Ducati       | 18       | 0        | 1      | 0     | 0           | 115  | 10º            | 0                        |
| Total     | Total     | Total              | Total               | 276      | 7        | 32     | 5     | 14          | 2123 |                | 0                        |

### Vitórias e pódios na MotoGP
| #  | Temporada | Equipe                  | Grande Prêmio                    | Colocação | Circuito/Autódromo |
| -- | --------- | ----------------------- | -------------------------------- | --------- | ------------------ |
| 1  | 1992      | Marlboro Cagiva         | Grande Prêmio da Holanda         | 03º       | TT Assen           |
| 2  | 1993      | Lucky Strike Suzuki     | Grande Prêmio dos EUA            | 02º       | Laguna Seca        |
| 3  | 1993      | Lucky Strike Suzuki     | Grande Prêmio da FIM             | 01º       | Jarama             |
| 4  | 1994      | Lucky Strike Suzuki     | Grande Prêmio da Holanda         | 02º       | TT Assen           |
| 5  | 1996      | Pileri Honda            | Grande Prêmio da Malásia         | 02º       | Sepang             |
| 6  | 1996      | Pileri Honda            | Grande Prêmio da Indonésia       | 02º       | Sentul             |
| 7  | 1996      | Pileri Honda            | Grande Prêmio da Holanda         | 03º       | TT Assen           |
| 8  | 1997      | Gresini Honda           | Grande Prêmio da Inglaterra      | 03º       | Donington Park     |
| 9  | 1998      | Gresini Honda           | Grande Prêmio da República Checa | 03º       | Brno               |
| 10 | 1998      | Gresini Honda           | Grande Prêmio da Argentina       | 03º       | Buenos Aires       |
| 11 | 1999      | Movistar Pons Honda     | Grande Prêmio de Imola           | 02º       | Imola              |
| 12 | 2000      | Emerson Pons Honda      | Grande Prêmio da Holanda         | 01º       | TT Assen           |
| 13 | 2000      | Emerson Pons Honda      | Grande Prêmio da Alemanha        | 01º       | Sachsenring        |
| 14 | 2000      | Emerson Pons Honda      | Grande Prêmio do Brasil          | 02º       | Jacarepaguá        |
| 15 | 2001      | West Pons Honda         | Grande Prêmio da Itália          | 01º       | Mugello            |
| 16 | 2001      | West Pons Honda         | Grande Prêmio da Inglaterra      | 03º       | Donington Park     |
| 17 | 2001      | West Pons Honda         | Grande Prêmio de Valência        | 02º       | Ricardo Tormo      |
| 18 | 2001      | West Pons Honda         | Grande Prêmio do Pacifico        | 02º       | Motegi             |
| 19 | 2002      | West Pons Honda         | Grande Prêmio da Holanda         | 02º       | TT Assen           |
| 20 | 2002      | West Pons Honda         | Grande Prêmio da Inglaterra      | 03º       | Donington Park     |
| 21 | 2002      | West Pons Honda         | Grande Prêmio do Pacifico        | 01º       | Motegi             |
| 22 | 2002      | West Pons Honda         | Grande Prêmio da Malásia         | 03º       | Sepang             |
| 23 | 2002      | West Pons Honda         | Grande Prêmio da Austrália       | 02º       | Phillip Island     |
| 24 | 2002      | West Pons Honda         | Grande Prêmio de Valência        | 01º       | Ricardo Tormo      |
| 25 | 2003      | Gauloises Yamaha Tech 3 | Grande Prêmio da França          | 03º       | Le Mans            |
| 26 | 2004      | Repsol Honda            | Grande Prêmio da Espanha         | 03º       | Jerez              |
| 27 | 2004      | Repsol Honda            | Grande Prêmio da Alemanha        | 02º       | Sachsenring        |
| 28 | 2004      | Repsol Honda            | Grande Prêmio de Portugal        | 03º       | Estoril            |
| 29 | 2004      | Repsol Honda            | Grande Prêmio da Malásia         | 03º       | Sepang             |
| 30 | 2005      | Camel Pons Honda        | Grande Prêmio de Portugal        | 01º       | Estoril            |
| 31 | 2005      | Camel Pons Honda        | Grande Prêmio da Inglaterra      | 03º       | Donington Park     |
| 32 | 2007      | Pramac d'Antin Ducati   | Grande Prêmio da Itália          | 03º       | Mugello            |

### Pole positions na MotoGP
| # | Temporada | Equipe             | Grande Prêmio               | Tempo da pole | Colocação | Circuito/Autódromo |
| - | --------- | ------------------ | --------------------------- | ------------- | --------- | ------------------ |
| 1 | 2000      | Emerson Pons Honda | Grande Prêmio da Itália     | 1:52.811      | Ret       | Mugello            |
| 2 | 2000      | Emerson Pons Honda | Grande Prêmio da Catalunha  | 1:45.914      | Ret       | Catalunha          |
| 3 | 2000      | Emerson Pons Honda | Grande Prêmio da Inglaterra | 1:32.316      | 14º       | Donington Park     |
| 4 | 2002      | West Pons Honda    | Grande Prêmio da Malásia    | 2:04.487      | 03º       | Sepang             |
| 5 | 2005      | Camel Pons Honda   | Grande Prêmio da Portugal   | 1:37.202      | 01º       | Estoril            |

### Vitórias e pódios na superbike
| # | Temporada | Equipe       | Grande Prêmio                               | Colocação | Circuito/Autódromo |
| - | --------- | ------------ | ------------------------------------------- | --------- | ------------------ |
| 1 | 2006      | Klaffi Honda | Grande Prêmio de Phillip Island – Corrida 1 | 02º       | Phillip Island     |
| 2 | 2006      | Klaffi Honda | Grande Prêmio de Phillip Island – Corrida 2 | 03º       | Phillip Island     |
| 3 | 2006      | Klaffi Honda | Grande Prêmio de Monza – Corrida 1          | 02º       | Monza              |
| 4 | 2006      | Klaffi Honda | Grande Prêmio de Misano – Corrida 2         | 02º       | Misano             |
| 5 | 2006      | Klaffi Honda | Grande Prêmio de Imola – Corrida 1          | 01º       | Imola              |
| 6 | 2006      | Klaffi Honda | Grande Prêmio de Imola – Corrida 2          | 02º       | Imola              |